# Intermission (album de Stratovarius)
Pour les articles homonymes, voir Intermission.
Albums de Stratovarius
14 Diamonds
(2000) Elements Part 1
(2003)

Intermission est une compilation du groupe finlandais Stratovarius, sortie en 2001. Elle est composée de titres bonus, de reprises, de titres lives ainsi que de quatre chansons inédites.

## Liste des titres
| No  | Titre                            | Durée |
| --- | -------------------------------- | ----- |
| 1.  | Will My Soul Ever Rest In Peace? | 4:56  |
| 2.  | Falling Into Fantasy             | 5:14  |
| 3.  | The Curtains Are Falling         | 4:24  |
| 4.  | Requiem                          | 2:54  |
| 5.  | Bloodstone                       | 3:54  |
| 6.  | Kill The King                    | 4:36  |
| 7.  | I Surrender (Live)               | 3:46  |
| 8.  | Why Are We Here?                 | 2:48  |
| 9.  | What Can I Say                   | 4:43  |
| 10. | Dream With Me                    | 5:12  |
| 11. | When The Night Meets The Day     | 5:13  |
| 12. | It's A Mystery                   | 5:26  |
| 13. | Cold Winter Nights               | 4:04  |
| 14. | Hunting High & Low (Live)        | 5:13  |
| 15. | Neon Light Child                 | 4:55  |